# Snake & Crane Arts of Shaolin
Snake & Crane Arts of Shaolin (Chinees: 蛇鶴八步) is een actiefilm uit Hongkong die in 1978 uitkwam. De film werd geregisseerd door Chen Chi Hwa en Jackie Chan speelde de hoofdrol. De film werd uitgebracht door de Lo Wei Motion Picture Company, een dochtermaatschappij van Golden Harvest. Samen met Tu Wi Ho, was Chan ook de stuntcoordinator van de film.

## Verhaal
Chan speelt de dwaler Hsu Ying Fung, die het snel bekend laat worden (met wat hulp van anderen) dat hij de "Eight Steps of the Snake and Crane" bezit, een vechtkunstboek dat de ultieme stijl van kungfu beschrijft. Het boek was geschreven door acht Shaolinmeesters vlak voordat ze verdwenen en Hsu wordt ervan verdacht dat hij ze gedood heeft of op zijn minst weet wat er met ze gebeurde. In werkelijkheid is Hsu op zoek naar de man die verantwoordelijk was voor de verdwijning van de meesters waarvan hij weet dat hij een bepaald merkteken draagt.
Na enkele gevechten en treffens met de leiders van veel vechtclans (die allemaal het boek willen hebben en bereid zijn om er een varieteit van dingen voor te bieden) wordt Hsu verraden, verwond en uiteindelijk gevangengenomen. Hij ontsnapt met een onwaarschijnlijke bondgenoot in touw, terwijl de rest van de clanleiders, die hun verschillen opzij hebben gezet, in alle hoeken naar hem zoeken. Uiteindelijk vindt Hsu de man met het merkteken, leren de andere clanleiders van het lot van de Shaolinmeesters, en verslaat Hsu de schurk in een episch gevecht waarbij de Snake and Crane stijl wordt gebruikt.

## Rolverdeling
| Acteur      | Personage                     |
| ----------- | ----------------------------- |
| Jackie Chan | Hsu Yin-Fung (als Jacky Chan) |
| Nora Miao   | Tang Pin-Er                   |
| Kam Kong    |                               |
| Lee Man-Tai |                               |
| Lam Tung    |                               |
| Shi Chen    |                               |

## DVD-uitgaven
- Op 15 februari 2001 bracht Seven 7 de Franse bioscoopversie uit onder de naam Le Magnifique. De film had de oorspronkelijke aspect ratio van 2.35:1, maar bevatte geen Engelstalige soundtrack of ondertitels.
- Op 17 september 2001 bracht Eastern Heroes de film uit in het VK. Dit was een kortere versie dan de bioscoopversie en was uitgesneden van 2.35:1 naar 1.85:1 en was alleen in een Engelstalige versie beschikbaar.
- Op 12 maart 2002 bracht Columbia Tri-Star de film uit in de VS in 2.35:1 met zowel een Engelstalige versie als een de oorspronkelijke Mandarijnstalige soundtrack. Echter waren de ondertitels van deze film dubtitled waardoor deze geen weergave van de oorspronkelijke dialogen waren. Ook ontbrak 5 minuten aan beeldmateriaal.
- Op 24 februari 2006 werd de film door Universal Japan in Japan uitgebracht. Het was de eerste volledige versie op DVD en in een ratio van 2.35:1 met een Mandarijnstalige soundtrack. Echter deze versie had geen Engelstalige ondertitels.
- Op 14 mei 2007 bracht het Britse bedrijf Hong Kong Legends de meest complete Engelstalige versie van de film uit tot nu. De film was volledig uncut, gepresenteerd in 2.35:1, and en bevatte een Engelstalige en de originele Mandarijnstalige versie met nieuwe Engelstalige ondertitels. Echter was de Mandarijnse monoversie een downmix van de 5.1 remix.
- Op 15 november 2008 bracht Media Movies and More de film uit in pan and scan formaat met een Engelstalige versie.